# Moses Sithole
Moses Sithole (Vosloorus, 17 novembre 1964) è un serial killer sudafricano, ha commesso almeno 38 omicidi. Per questo è tuttora definito il serial killer che ha compiuto più omicidi in assoluto del Sudafrica.

## Biografia
Moses Sithole nacque il 17 novembre del 1964 a Vosloorus, un quartiere povero di Boksburg in Sudafrica. Negli anni in cui nacque era ancora in vigore l'Apartheid, che rese la vita difficile a molti sudafricani. Moses rimase orfano del padre, Simon Tangawira Sithole, alla giovane età di 5 anni. La madre Sophie, qualche tempo dopo essere rimasta vedova, incapace di prendersi cura dei figli, li portò in una stazione, chiamò i poliziotti e disse loro che i bambini accanto a lei erano mendicanti e lei non era la loro madre. I poliziotti le credettero: con questo stratagemma si liberò dei figli.
Sithole passò la sua infanzia con i quattro fratelli in un orfanotrofio, dove venne spesso maltrattato. Dopo 3 anni fuggì da quel luogo e si rifugiò dalla madre, che lo costrinse a tornare indietro. Tutti questi fatti provarono la psiche di Sithole, che sviluppò una forma di misoginia. Uscito dall'orfanotrofio, si trasferì con il fratello Patrick a Venda. Riuscì a guadagnarsi poco da vivere facendo lavori umili e lavorando nelle miniere d'oro di Johannesburg. In questo periodo violentò alcune donne; il suo arresto scattò con la segnalazione di una delle vittime. Fu quindi condannato al carcere, dove subì anche uno stupro.

### Omicidi
Nel 1994 fu liberato. Dal 1995 iniziò a uccidere. Tutte le sue vittime erano donne, con l'eccezione di un bambino; gli omicidi avvenivano sempre in pieno giorno e si svolsero tutti nel 1995, in un anno circa. Iniziarono nella città di Atteridgeville, continuarono a Boksburg e terminarono a Cleveland (un sobborgo di Johannesburg), e a Pretoria. Gli omicidi che fece vennero soprannominati “gli ABC Murders” a causa dell'ordine alfabetico delle lettere delle prime tre città in cui colpì (Atterridgeville, Boksburg, Cleveland). Le vittime furono almeno 38.
Sithole le abbordava trovandole dove capitava e attirandole in un luogo isolato; la scusa che usava era quella di essere un ricco uomo d'affari che voleva offrire loro un lavoro per un'organizzazione di beneficenza. Portate lontano, le stuprava e le strangolava con la loro biancheria intima. Accanto a loro lasciava ammucchiati degli oggetti: coltelli, specchi, croci, bibbie bruciate e uccelli morti impalati e trafitti da spilloni. A volte chiamava per telefono le loro famiglie e si prendeva gioco di loro. Dopo diverso tempo il panico nazionale iniziò a crescere e il corpo di polizia sudafricano fu costretto a chiedere la consulenza dell'FBI. Moses, con i suoi modi di fare molto ordinari, era insospettabile.

### Arresto
Sithole fu scoperto attorno all'agosto del 1995: venne inizialmente visto in compagnia di una delle sue future vittime; poi fu identificato e la polizia scoprì i suoi precedenti reati di stupro. Così divenne un ricercato. Gli agenti provarono ad arrestarlo seguendo le telefonate che effettuava, ma gli sfuggì per tre volte. Fu arrestato il 18 ottobre a Johannesburg a seguito di una segnalazione fatta da un suo parente. Non fu facile arrestarlo, in quanto era armato, ma alla fine un poliziotto gli sparò due volte per catturarlo, colpendolo vicino allo stomaco. Venne collegato a decine di omicidi; lui stesso ne confessò 38. Gran parte delle vittime rimasero non identificate.

### Il caso di David Selepe
Alcune delle vittime di Moses Sithole furono accreditate a David Selepe, a sua volta un altro serial killer sudafricano. Entrambi strangolavano le donne, quindi il modus operandi di Selepe, quasi identico a quello di Sithole, creò confusione. La polizia si accorse di alcune incertezze nel bodycount di Selepe quando fu arrestato Sithole; lì gli agenti scalarono alcune delle sue vittime che gli erano state attribuite e ora (apparentemente) non ci sarebbero più errori nell'attribuzione degli omicidi ai due killer: Sithole ha ucciso 38 persone, mentre David Selepe ne ha uccise 6. Inoltre è stato ipotizzato che i due potrebbero essere stati complici.

### La fine
Il 5 dicembre 1997, a conclusione del processo, fu trovato colpevole di almeno 38 omicidi e 40 stupri e condannato a 2410 anni di carcere, la massima pena secondo il codice di leggi sudafricano; la pena di morte era già stata abolita da tempo. L'imputato stette in silenzio per tutta la durata del processo, limitandosi alcune volte a ridere. Al suo arrivo in prigione, si scoprì che aveva contratto il virus dell'HIV che causa l'AIDS, ma fu curato con un trattamento medico; al contempo la moglie e il figlio morirono di malattia, in quanto non beneficianti di coperture mediche. Moses Sithole è tuttora recluso in un carcere di massima sicurezza a Pretoria.